# Langues finisterre
Les langues finisterre sont une famille de langues papoues parlées en Papouasie-Nouvelle-Guinée, dans la région des monts Finisterre, située dans les provinces de Morobe et de Madang.

## Classification
Les langues finisterre forment avec les langues huon, la famille des langues finisterre-huon rattachée à une famille hypothétique, les langues de Trans-Nouvelle-Guinée. Cet ensemble est constitué par le rapprochement établi par McElhanon (1975) de deux familles, les langues finisterre et les langues huon.

## Liste des langues
Les langues finisterre, au nombre de quarante-et-une, sont :
- groupe erap 
  - sous-groupe boana 
    - mungkip
    - nakama
    - sous-groupe nek-nuk 
      - nek
      - nuk

    - numanggang

  - sous-groupe finungwan-mamaa-gusan 
    - finongan
    - gusan
    - mamaa

  - sous-groupe sauk-nimi 
    - nimi
    - sauk (ma manda)

  - uri
- groupe gusap-mot 
  - sous-groupe gira-neko-nekgini 
    - madi
    - nekgini
    - neko

  - ngaing
  - sous-groupe ufim-rawa-nahu 
    - iyo
    - rawa
    - ufim
- groupe uruwa 
  - nukna
  - sous-groupe sakam-som
    - sakam
    - som

  - weliki
  - yau
- groupe wantoatique
  - tuma-irumu
  - sous-groupe wantoat-awara
    - awara
    - wantoat
- groupe warup 
  - bulgebi
  - degenan
  - forak
  - guya
  - gwahatike
  - sous-groupe molet-asaroo 
    - asaro'o
    - molet

  - muratayak
  - yagomi
- groupe yupna 
  - sous-groupe bwana-moam-tapen 
    - domung
    - ma
    - sous-groupe kewieng-bonkiman-nokopo
      - bonkiman
      - yopno

    - nankina
    - yout wam